# Szelíd csorbóka
A szelíd csorbóka (Sonchus oleraceus) az őszirózsafélék családjába tartozó, az egész világon elterjedt gyom- és inváziós növényfaj. Gyomnövényként a T4 terofiton-életformaosztályba sorolják. Gyógynövényként és takarmánynövényként is számon tartják az ókortól fogva, de konyhai (fogyasztható) növényként is használható, a középkorban rendszeres fogyasztására utalnak a források egyes európai népeknél.

## Megjelenése
A csorbókák, köztük a szelíd csorbóka is, első látásra leginkább közismert rokonaikra, a szintén a katáng- és őszirózsafélékhez tartozó pongyola pitypangra emlékeztetnek, különösen a virág- és terméshozást megérő tövek, azonban a pitypanggal ellentétben a kevésbé kifejezett vagy hiányzó tőlevélrózsát alkotó leveleken kívül mindig száron ülő leveleket is fejleszt, szára karcsúbb és elágazó, áganként több virágot is fejleszt (míg a gyermekláncfű szára sohasem ágazik el, és csak egy virágot hoz), a pitypangéhoz hasonló sárga virágzat és az abból kifejlődő repítőszőrös termésfürt pedig majdnem tökéletes gömb helyett jóval kisebb és közelebb áll a félgömb vagy korong alakhoz.
Ez a lágyszárú, egynyári növény  40–150 cm magasra nő. Magassága és a teljesen kifejlett növény megjelenésének erőteljessége a körülményektől, például a talaj tápanyagtartalmától, hőmérséklettől stb. függően erősen változik, törpébb 30–40 cm-es „cserépnövényektől” a félembernyire megnövő példányok is megfigyelhetőek.
Vastag, kopasz (szőrtelen), csöves szára - különösen a csúcs felé - elágazó; ha megsértik, némi tejnedvet ereszt. Színe sötétzöld, néha vöröses-lilás árnyalattal, különösen a legalsó levelek, illetve a szár alsó részei hajlamosak megöregedve vörös-lilás foltosodásra, vagy a teljes beszíneződésre (évszaktól függetlenül). Levelei váltakozó állásúak, felül kékeszöldek, fonákjukon kékesszürkék. Az alsó levelek szárnyas nyelűek, épek vagy szeldeltek, csúcsuk tompa, élük fogazott. A felső levelek válla nyilazott, szárölelők, végük dárda vagy háromszög alakú. A levél viszonylag puha és vékony, hossza elérheti a 36, szélessége a 12 centimétert. Levélzete alapján nemcsak a pitypangtól, de a szintén katángféle és meglehetősen közönséges gyomtárstól, a keszeg salátától is megkülönböztethető, mivel utóbbi rokon növény levelei jóval sűrűbben, csoportosan ülnek a száron, és szúrós szőröket fejlesztenek a levél főere mentén, míg a csorbóka levelei jóval ritkábbak a szár teteje felé haladva, és sohasem szúrósak.
Gyökere rövid, erőteljes karógyökér.
Júniustól októberig virágzik. Sárga szirmú, 2-2,5 cm átmérőjű fészkes virágzatai álernyőt alkotnak. A virágzatban csak nyelves egyedi virágok vannak, a csövesek hiányoznak.
Termése 3 mm hosszú, sárgásbarna, lándzsahegy alakú, hosszanti bordás kaszat. Csúcsán a kaszatnál háromszor hosszabb, fehér, puha repítőbóbita található. A termések ugyanúgy pitypangszerű ernyőt alkotnak, mint a virágok, mígnem az érés legutolsó fázisában a szél vagy más mechanikai behatás hatására elszakadnak a torzsától és messzire vándorolhatnak, mígnem csírázásra alkalmas földet érnek. A magok selymes tapintású repítőbóbitájának horogszerű vége van, így a mag a könnyű repítés mellett a durva felszínű felületekhez (pl. ruhaszövetek, állati szőr és bőr, növényi korhadék) való hozzátapadásra is hajlamos (habár nem olyan mértékben „ragadós”, mint pl. a bogáncsfélék magvai). A torzsából és csészelevelekből álló virágmaradványok fehér bóbitaként ezek után még hetekig száradhatnak a szár tetején.
Egy növény 4-6 ezer magot is hozhat. A magok egész évben csírázhatnak az ősszel és tél elején csírázott növények kis tőlevélrózsaként áttelelhetnek. Kedvezőtlen körülmények között a magvak akár 10 évig csíraképesek maradnak. A könnyű magokat a szél és az eső nagyon messzire sodorhatja, ami hozzájárul a növény terjedőképességéhez és invazív voltához.
Kromoszómaszáma 2n=32.

## Elterjedése és termőhelye
Eredetileg Európában, Nyugat-Ázsiában és Észak-Afrikában volt honos, de mára gyakorlatilag az egész világon elterjedt inváziós faj. Az Egyesült Államokban először 1824-ben, Kaliforniában észlelték. A Karib-tenger szigeteire az 1880-as években jutott el.  Magyarországon az egész országban gyakori, az egyik legközönségesebb nyárutói gyomnövény.
Kertekben, szántóföldeken, utak szélén, parlagföldeken, elhanyagolt épületek környékén nő. A zárt lombkoronájú erdőkből, zárt gyepekből többnyire hiányzik, mert a csírázáshoz és a növekedéshez sok fényre van szüksége. Különösen a nedves, tápanyagokban, nitrogénben gazdag kerti talajt kedveli, de minden talajon megtalálható (a laza, száraz homoktalajon csak szálanként fordul elő). Legmagasabban Nepálban észlelték 2500 méteren.
Igénytelen (sok környezeti feltételre tágtűrésű) volta mellett elterjedését termése terjedőképes volta is segíti, valamint az is, hogy gyakorlatilag egész évben virágzik. A termést hozó tövek hetek alatt mindig leszáradnak, majd letörnek, habár ugyanazon a tövön az elágazó szárrészek ettől függetlenül még több virágot és termést hozhatnak. A teljesen letermett és leszáradt tő ugyanabban az évben már nem hajt újra, ugyanakkor az utódnövények nagyon gyorsan, pár hét alatt képesek eljutni a mag fázisból a virágzásig, így kora tavasztól késő őszig akár három-négy nemzedék is leteremhet. A csorbóka ugyanakkor nem agresszív gyom abban az értelemben, hogy nem alkot folyamatos, a többi fajt elnyomó gyepet és nem akadályozza a többi faj növekedését pl. fojtó indákkal vagy sűrű levélfüggöny alkotásával.

## Felhasználása
A szelíd csorbóka ehető. Levelei nyersen salátába keverhetőek, spenót módjára meg lehet főzni, vagy levesekhez adható. 100 g levél 30–40 mg C vitamint tartalmaz. Külső bőrüktől megfosztott zsenge szárai a spárga vagy rebarbara módjára készíthetőek el.
Tejnedve 0,14% természetes gumit tartalmaz, túl keveset a kereskedelmi hasznosításhoz. A vad- és háziállatok szívesen fogyasztják - Magyarországon  bizonyos területeken pl. „nyúlsalátának” és „disznókáposztának” Forrás. is nevezik a növényfajt, de kecske, disznó és baromfi takarmányozására is alkalmazható.
Gyógynövényként főzetét a szabálytalan menstruáció megindítására és hasmenés kezelésére használják. Tejnedvét szemölcsökre kenik. Szárnedve erőteljes hashajtó, de bélgörcsöket is okozhat. Leveleit gyulladások borogatására, a levél és a gyökér főzetét lázcsillapítóként, erősítőként alkalmazzák.

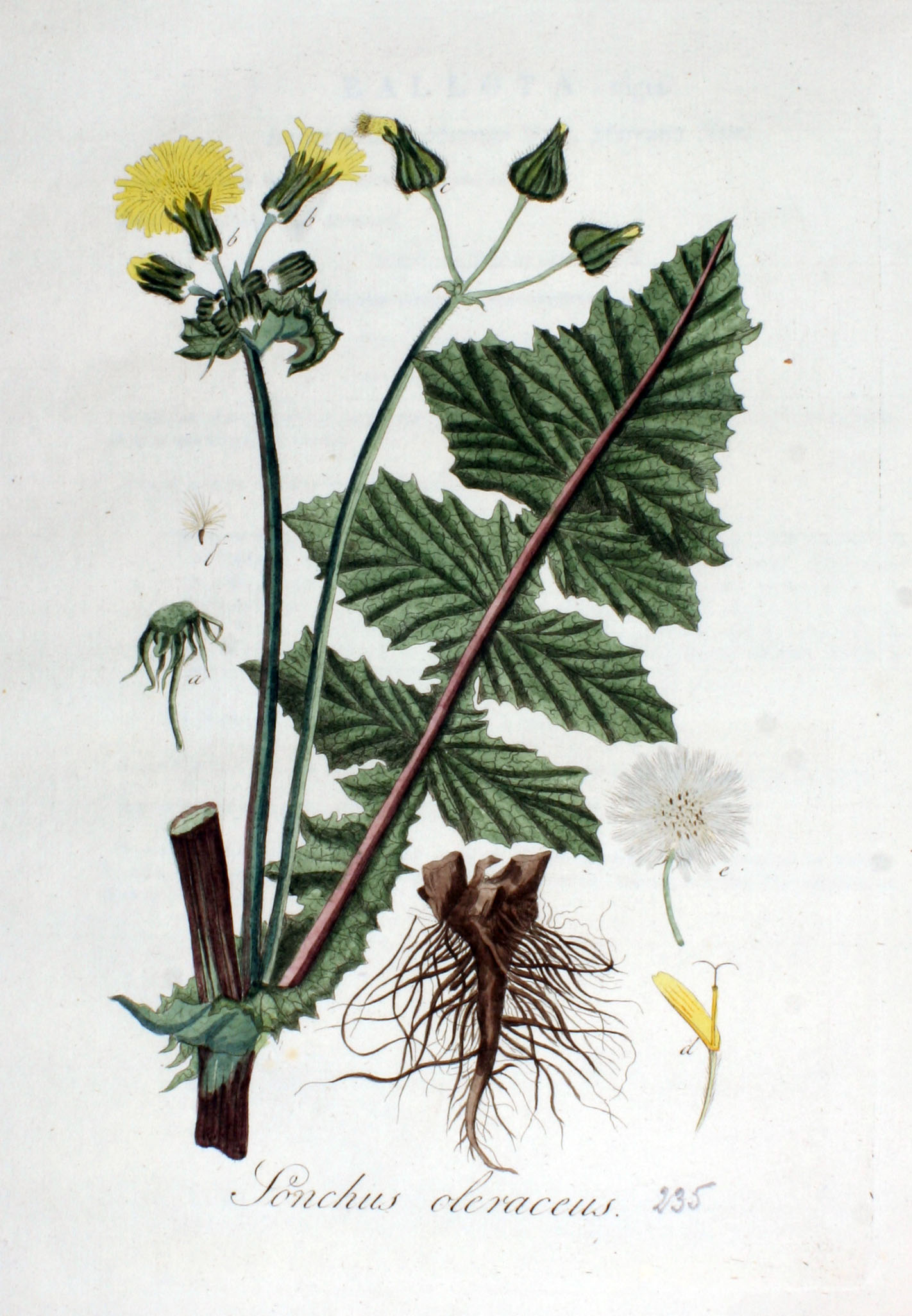
Ábrázolása 1814-ből
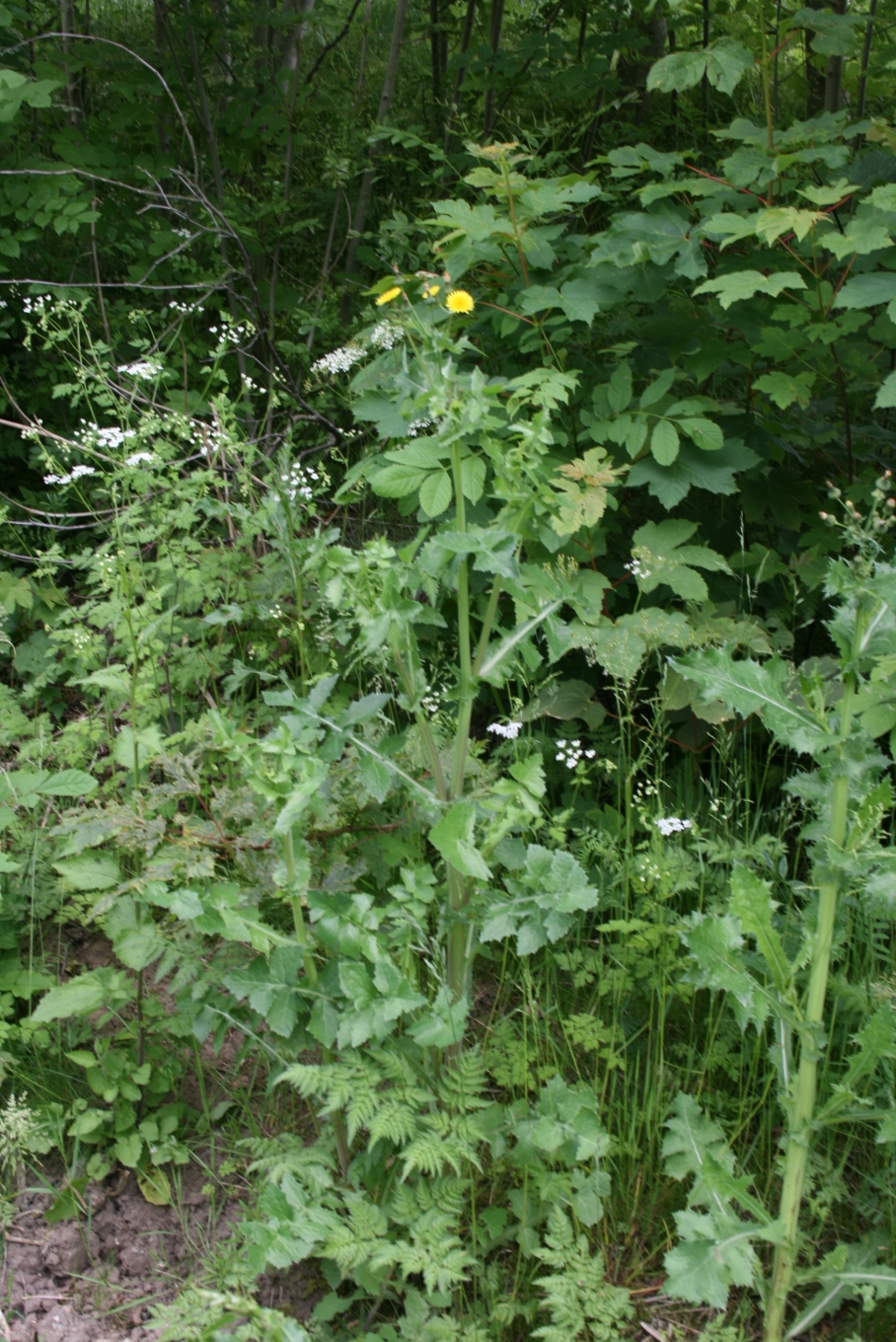
Habitusa
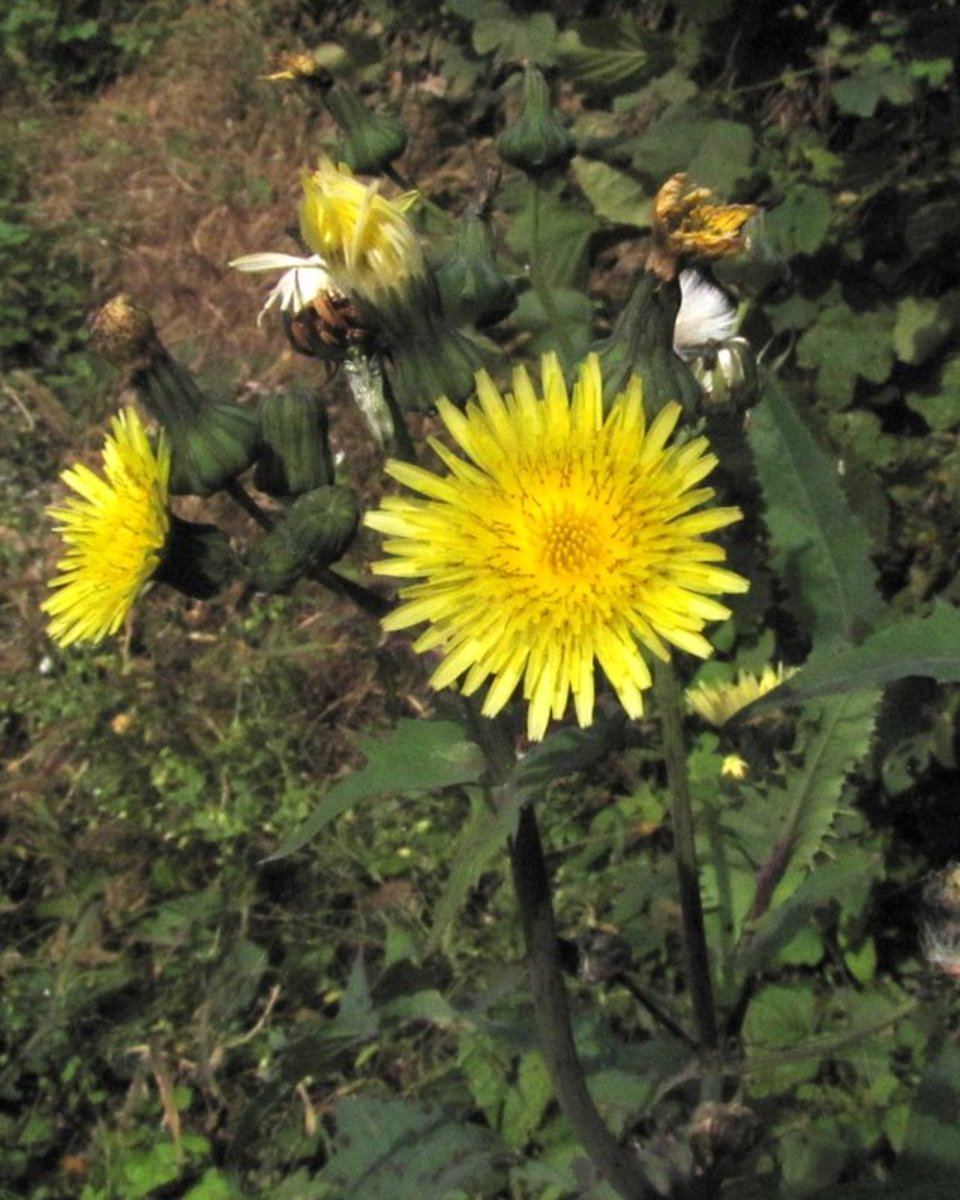
Virágai
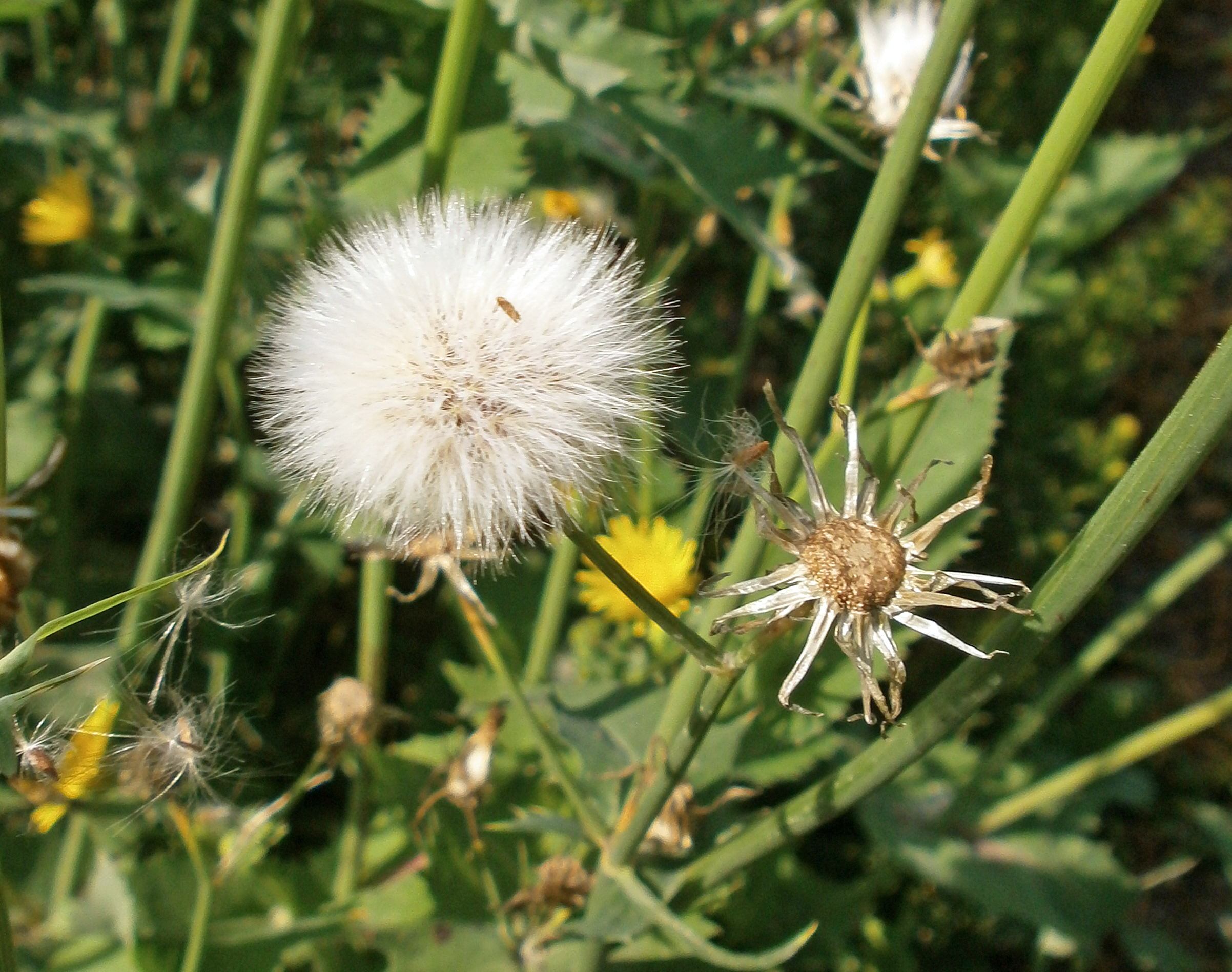
Termése

## Lásd még
- mezei csorbóka
- szúrós csorbóka
- mocsári csorbóka